# Meano (Trento)
Meano (AFI: /meˈano/, Meàn in dialetto trentino) è una frazione del comune di Trento. Sorge sul monte Calisio a circa 1 chilometro di distanza da Gardolo di Mezzo, 3 da Gardolo e 2 da Lavis.
Insieme a Cortesano, Gardolo di Mezzo, Gazzadina, San Lazzaro e Vigo Meano forma la circoscrizione amministrativa numero 2 di Meano di Trento.

## Storia
Meano è attestato sin dal 1226 con la sua chiesa; la plebs Meani diocesis Tridentine è documentata nel 1395. Meano è stato comune autonomo fino al 1926, anno in cui venne aggregato a Trento.
Dal 1520 fino ai primi anni del XIX secolo i vari capi famiglia della comunità di Meano, di radunavano al Campo della Croce (denominato Monte della croce sulla mappe catastali del XIX secolo) secondo l'antica usanza delle Regole.
Queste assemblee, dalla metà del XVII secolo fino al 1810 avvenivano nella Cà comuna, attualmente residenza privata, sita poco distante il dosso di San Martino.
L'antico stemma, che raffigura tre croci su altrettanti tre colli è di origine molto antica.
Se ne trova traccia già su un antico volume del XVII secolo, che era conservato nella Cà comuna. Le tre croci, attualmente presenti (anche se quella di Gardolo di Mezzo fu spostata nel 1914) delineavano una linea immaginaria, che delimitava i confini del comune, la quale partiva da Gardolo di Mezzo per terminare a Vigo Meano in località Acquedotto.

## Monumenti e luoghi d'interesse
- Chiesa di Santa Maria Assunta

## Infrastrutture e trasporti
La frazione si trova sull'antico percorso della Via Claudia Augusta ed è servita dalla strada provinciale 76 Gardolo - Lases, che giunge fino a Lases attraversando la val di Cembra.
Fra il 1909 e il 1956, la tranvia Trento-Malé, che passava lungo la strada statale del Brennero, aveva una fermata a servizio della località, nei pressi dell'incrocio con l'attuale strada provinciale 76.
Meano è servita dall'autolinea 3 (Cortesano-Villazzano) del servizio di trasporto urbano di Trento.

## Amministrazione

### Gemellaggi
Meano è gemellata con:
- Fließ, Austria (dal 1997)[6].